# Tricyphona (Tricyphona) cervina
Tricyphona (Tricyphona) cervina is een tweevleugelige uit de familie Pediciidae. De soort komt voor in het Nearctisch gebied.